# Iphiothe criopsioides
Iphiothe criopsioides är en skalbaggsart som beskrevs av Francis Polkinghorne Pascoe 1866. Iphiothe criopsioides ingår i släktet Iphiothe och familjen långhorningar. Inga underarter finns listade i Catalogue of Life.